# Aulus Verginius Tricostus Caeliomontanus (consul en -469)
Pour les articles homonymes, voir Verginius Tricostus.
Aulus Verginius Tricostus Caeliomontanus est un homme politique romain du Ve siècle av. J.-C., consul en 469 av. J.-C.

## Famille
Il est le fils de Aulus Verginius Tricostus Caeliomontanus, consul en 494 av. J.-C., et serait le père de Titus Verginius Tricostus Caeliomontanus, consul en 448 av. J.-C., à moins que ce ne soit son neveu, fils de son frère Spurius Verginius Tricostus Caeliomontanus, consul en 456 av. J.-C. Denys d'Halicarnasse rapporte le cognomen de Nomentanus mais l'inscription des Fastes capitolins semble davantage correspondre à la forme Caeliomontanus.

## Biographie
En 469 av. J.-C., il est consul avec Titus Numicius Priscus pour collègue,. Dès le début de leur mandat, ils doivent mener des campagnes séparées contre les Èques et les Volsques qui ont incendié des fermes proches de Rome. Tricostus affronte les Èques avec difficulté tandis que Priscus combat les Volsques et s'empare de Caenon, port d'Antium. Il rejoint ensuite son collègue Priscus pour piller le pays sabin en représailles d'un raid sabin en territoire romain,.
En 467 av. J.-C., après avoir pris la cité volsque d'Antium, les Romains y fondent une colonie. Tricostus fait partie avec Titus Quinctius Capitolinus Barbatus et Publius Furius Medullinus Fusus du triumvirat chargé de partager et d'attribuer les terres aux colons (Triumviri agro dando),.

### Auteurs antiques
- Tite-Live, Histoire romaine, Livre II, 64 et Livre III, 1 sur le site de l'Université de Louvain
- Diodore de Sicile, Histoire universelle, Livre XI, 26 sur le site de Philippe Remacle
- (en) Denys d'Halicarnasse, Antiquités romaines, Livre IX, 50-71 sur le site LacusCurtius

### Auteurs modernes
- (en) T. Robert S. Broughton, The Magistrates of the Roman Republic : Volume I, 509 B.C. - 100 B.C., New York, The American Philological Association, coll. « Philological Monographs, number XV, volume I », 1951, 578 p.
- (en) Tymon C. A. De Haas, Fields, Farms and Colonists : Intensive Field Survey and Early Roman Colonization in the Pontine Region, Central Italy, Barkhuis, 2011